# Acrecebus
Az Acrecebus az emlősök (Mammalia) osztályának a főemlősök (Primates) rendjéhez, ezen belül a csuklyásmajomfélék (Cebidae) családjához és a csuklyásmajomformák (Cebinae) alcsaládjához tartozó kihalt nem.

## Tudnivalók
Az Acrecebus Dél-Amerika területén élt, a késő miocén korszakban. Az Acrecebus nemből, eddig csak egy fajt fedeztek fel, az Acrecebus fraileyi fajt. A nem és faj leirója Richard Kay, aki 2006- fedezte fel, ezt a fosszilis majmot. E majom megkövesedett maradványait a brazíliai Acre államban találta meg, a Solimões Formation-ban.

## Fordítás
Ez a szócikk részben vagy egészben  az   Acrecebus című angol Wikipédia-szócikk fordításán alapul.  Az eredeti cikk szerkesztőit annak laptörténete sorolja fel. Ez a jelzés csupán a megfogalmazás eredetét és a szerzői jogokat jelzi, nem szolgál a cikkben szereplő információk forrásmegjelöléseként.